# 报告老板
《报告老板》是一部由万合天宜公司与优酷视频合资制作的一部网络轻喜剧。该剧由同公司制作的《万万没想到》原班人马打造，播出之后反响巨大 。由白客，刘循子墨，小爱领衔主演。该电视剧讲述了一个只有四个人的电影公司，每天接受各种各样奇葩客户的要求，以各大经典电影、热播电影为题材，用一种全新的方式来表达和解读。然而没有一次得到客户的认可。现第一季已完结。第二季2016年3月開機，5月5日优酷土豆独播。

## 基本信息
- 类型：搞笑，恶搞，轻喜剧
- 出品单位：北京万合天宜影视文化有限公司与优酷土豆集团电影中心
- 第一季播出时间及平台：2013年12月19日优酷土豆独播
- 第二季播出时间及平台：2016年5月5日优酷首播

## 剧情概要
在这个只有四个人的电影公司，一个老板，一个编剧，一个制片，一个导演。四人经常接到各种各样奇葩客户的奇葩要求，要求在电影中植入广告。于是，四人以当下最热播电影和史上经典电影为题材，恶搞重解，只是每次客户收到片子之后都杳无音信。

## 演员表
| 演员     | 简介   |
| -------- | ------ |
| 白客     | 制片人 |
| 刘循子墨 | 导演   |
| 小爱     | 编剧   |
| 張本煜   | 老板   |

## 工作人员
- 出品人：叫兽易小星，柏忠春
- 导演：刘循子墨
- 编剧：柯达